# Ramingstein
Ramingstein ist eine der 15 Gemeinden im Bezirk Tamsweg (Lungau) im Land Salzburg in Österreich mit 1062 Einwohnern (Stand 1. Jänner 2024).

## Geographie

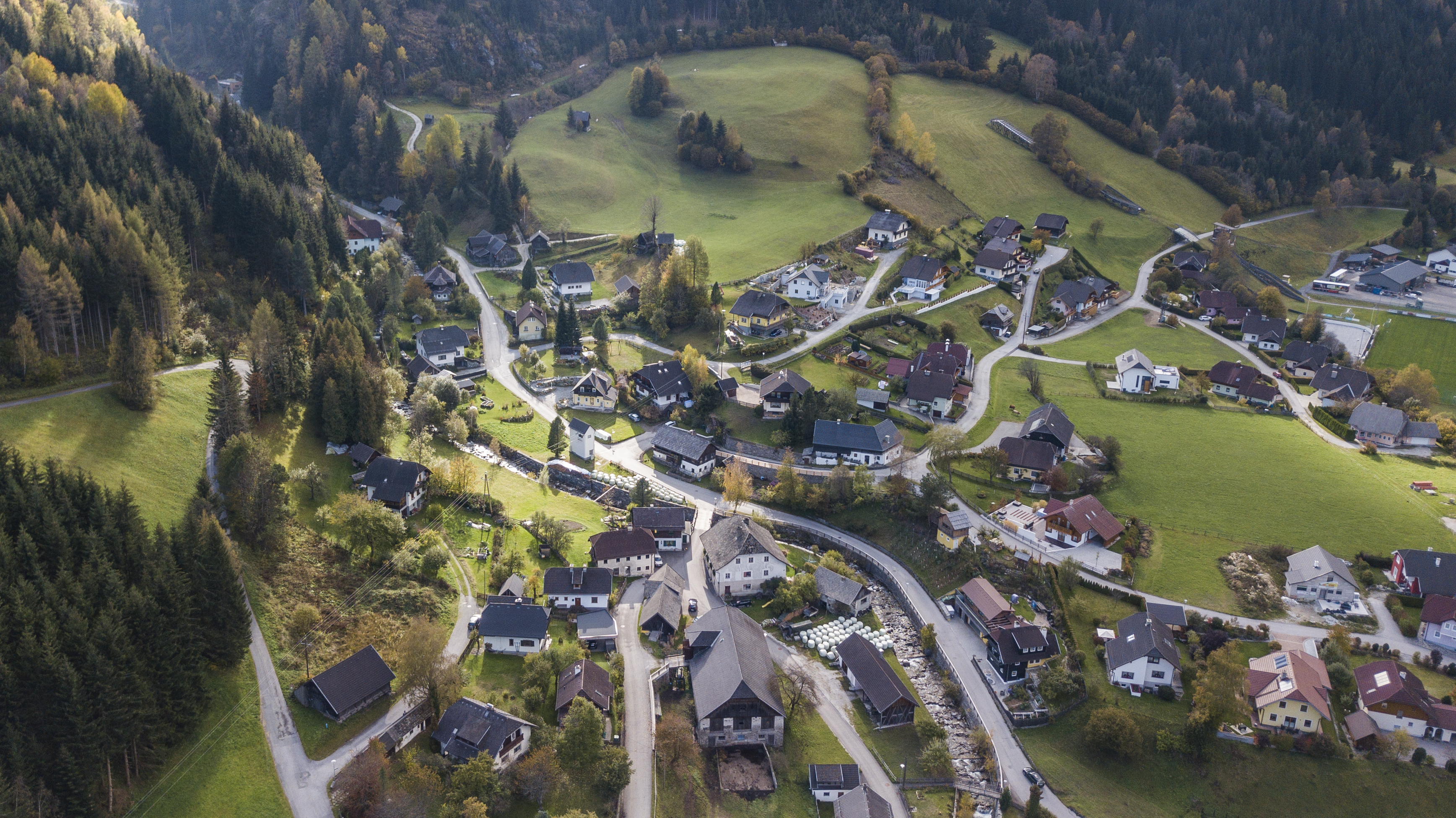
Blick über Ramingstein

Ramingstein liegt im äußersten Südosten des Landes Salzburg im Bezirk Tamsweg am Dreiländereck Salzburg, Steiermark und Kärnten. Ramingstein ist die einzige Gemeinde im Lungau, die unterhalb von 1000 m Seehöhe liegt. Die Gemeinde liegt direkt an der Mur, oberhalb des Ortes erhebt sich die Burg Finstergrün, das Wahrzeichen von Ramingstein. Südlich der Mur erstreckt sich die Gemeinde ins Lungauer Nockgebiet und nördlich der Mur ins Gebiet der Murberge.
Die wichtigsten Gewässer sind die Mur und die rechten Nebenbäche Thomataler Bach, Klölingbach (Misitzbach) und Kendlbrucker Mühlbach.

### Gemeindegliederung
Das Gemeindegebiet umfasst folgende drei Ortschaften (in Klammern Einwohnerzahl Stand 1. Jänner 2024):
- Mignitz (133) aus den Weilern Tafern (am Westufer des Thomataler Baches), Hinterkeusching und Saudorf (beide am Südostabhang des Schwarzenbergs)
- Mitterberg (345) am Südabhang des Lasabergs
- Ramingstein (584) mit den Siedlungszentren Ramingstein, Madling (östlich des Thomataler Bachs), Kendlbruck und Karneralm

Die Gemeinde ist die flächenmäßig viertgrößte des Lungaues.
Die Gemeinde besteht aus den Katastralgemeinden Mignitz, Mitterberg und Ramingstein.

### Nachbargemeinden
| Unternberg | Tamsweg                                     |                     |
| Thomatal   | Kompassrose, die auf Nachbargemeinden zeigt |                     |
|            |                                             | Stadl-Predlitz (MU) |

## Geschichte
Ramingstein wurde urkundlich erstmals im Jahr 1139 erwähnt.
Vom 15. bis Ende des 18. Jh. blühte in Ramingstein der Bergbau. In Kendlbruck wurde im hinteren Mühlbachtal der Eisenbergbau betrieben und in Ramingstein waren die Abbaustätten für Marmor, Blei und Silber. Im Mittelalter zählte Ramingstein zu den größten Bergbaugebieten in den Alpenländern. Im Jahr 1841 wurde die Gemeinde von einem schrecklichen Waldbrand heimgesucht und erst zu Beginn des 20. Jh. erholte sich Ramingstein langsam von diesem Ereignis.

## Kultur und Sehenswürdigkeiten
- Schloss Wintergrün
- Burg Finstergrün

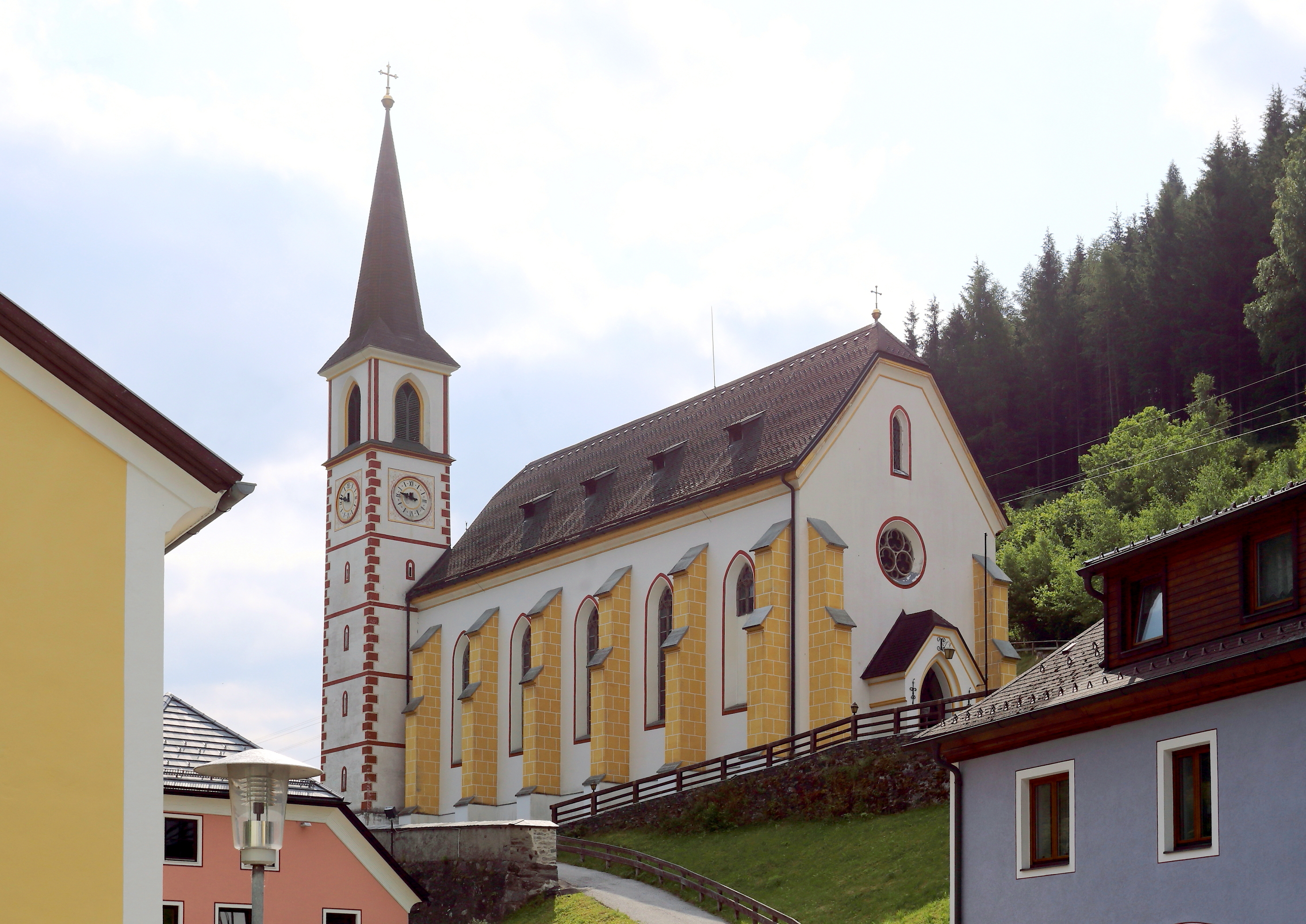
Pfarrkirche Ramingstein

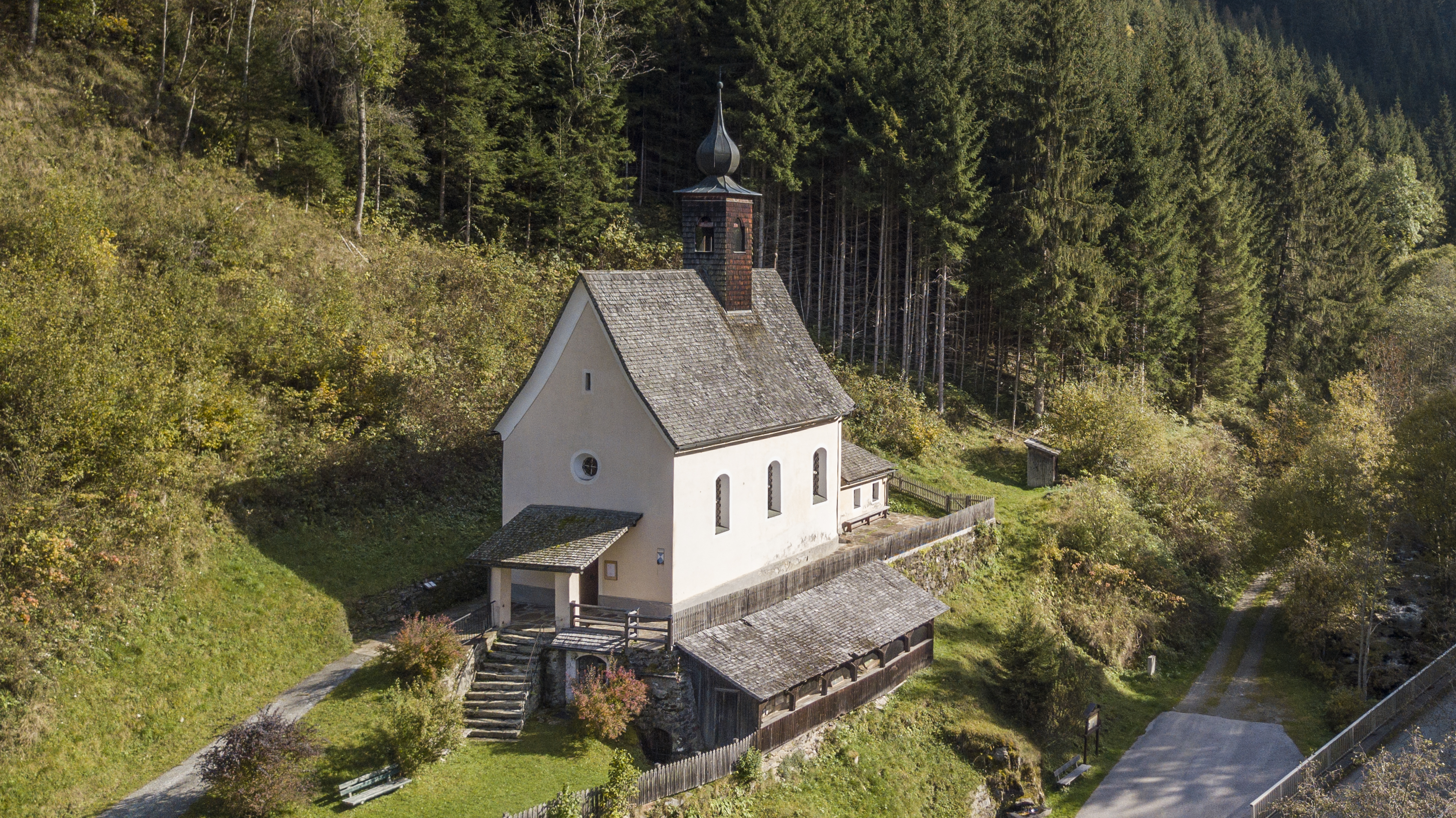
Wallfahrtskirche Maria Hollenstein

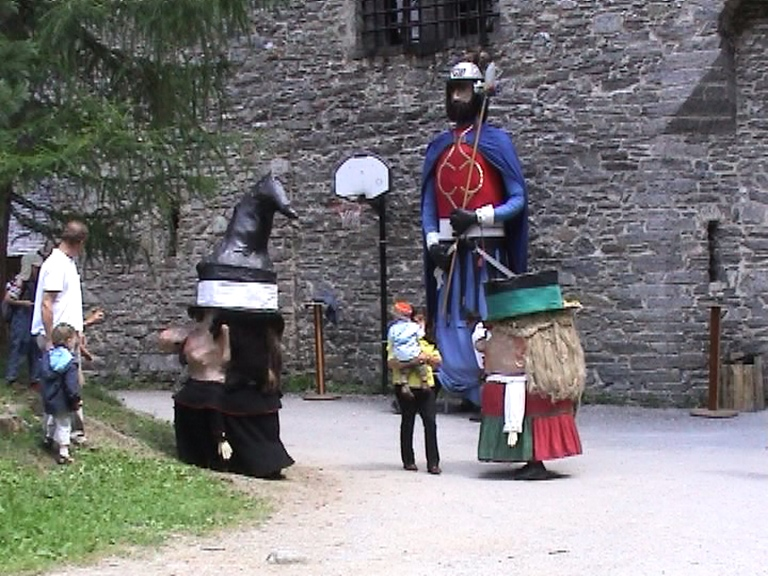
Der Ramingsteiner Samson mit seinen Zwergen

- Katholische Pfarrkirche Ramingstein hl. Achatius
- Wallfahrtskirche Maria Hollenstein im Ortsteil Kendlbruck
- Ehemalige Hochofenanlage Kendlbruck
- Silberbergwerk: Das Silberbergwerk ist heute als Schaubergwerk eingerichtet und gibt einen Einblick in die damalige Bergbaugeschichte. Im Zusammenhang damit ist ein alljährlicher Silbermarkt entstanden, der sich mit der Bergbautradition und damit verbundenen Themen wie Schmuck, Mineralien und Handwerkskunst beschäftigt. Die alten Erzwege sind wieder begehbar, ein historisches Pochwerk kann besichtigt werden.
- Oberschmelzkeusche
- Der Samsonumzug ist ein sehr alter Brauch im Lungau, bei dem eine Riesenfigur umhergetragen wird.
- Jagglerhof: Der 400 Jahre alte Jagglerhof mit seinen drei Bühnen (u. a. eine 500 Personen fassende Naturarena) hat sich zu einem Kunst- und Kulturzentrum über die Grenzen der Region hinaus entwickelt. Internationale Festivals, Theater, Ausstellungen, Symposien und Workshops haben sich hier etabliert und bieten ein attraktives Kulturangebot. Als Dorf der Künstler hat sich Ramingstein in den letzten Jahren österreichweit einen Namen gemacht.

## Wirtschaft und Infrastruktur

### Fremdenverkehr
Die Karneralm liegt eingebettet zwischen dem Kleinen Königstuhl, der Klölingscharte, dem Klölingnock und der Mühlhauserhöhe in 1893 m Seehöhe und ist im Sommer ein beliebtes Wandergebiet und im Winter Ausgangspunkt für Schitourengeher.

### Verkehr
- Straße: Die wichtigste Straße ist die Turracher Straße B95, die entlang der Mur die Gemeinde von Osten nach Westen durchquert.
- Eisenbahn: Die Murtalbahn verbindet Ramingstein alle zwei Stunden mit Unzmarkt.[5]

## Politik

### Gemeinderat
| Gemeinderatswahl 2024Wahlbeteiligung: 75,7 % 50403020100 44,9 % (+1,4 %p)34,3 % (−12,1 %p)20,8 % (+10,7 %p) ÖVPSPÖFPÖ20192024 |

Die Gemeindevertretung hat insgesamt 13 Mitglieder.
- Mit den Gemeindevertretungs- und Bürgermeisterwahlen in Salzburg 2004 hatte die Gemeindevertretung folgende Verteilung: 7 SPÖ, 5 ÖVP, und 1 FPÖ.[6]
- Mit den Gemeindevertretungs- und Bürgermeisterwahlen in Salzburg 2009 hatte die Gemeindevertretung folgende Verteilung: 7 SPÖ, 5 ÖVP, und 1 FPÖ.[6]
- Mit den Gemeindevertretungs- und Bürgermeisterwahlen in Salzburg 2014 hatte die Gemeindevertretung folgende Verteilung: 6 ÖVP, 5 SPÖ, und 2 FPÖ.[7]
- Mit den Gemeindevertretungs- und Bürgermeisterwahlen in Salzburg 2019 hatte die Gemeindevertretung folgende Verteilung: 6 SPÖ, 6 ÖVP, und 1 FPÖ.[8]
- Mit den Gemeindevertretungs- und Bürgermeisterwahlen in Salzburg 2024 hat die Gemeindevertretung folgende Verteilung: 6 ÖVP, 4 SPÖ und 3 FPÖ.[9]

|  | Hier fehlt eine Grafik, die leider im Moment aus technischen Gründen nicht angezeigt werden kann. Wir arbeiten daran! |

### Bürgermeister
- 1974–1991 Richard Maier (ÖVP)
- 1991–2004 Johann Bogensberger (ÖVP)[10]
- 2004–2014 Franz Winkler (SPÖ)[11]
- 2014–2019 Peter Rotschopf (ÖVP)[12]
- 2019–2022 Günther Pagitsch (SPÖ)[13][14]
- seit 2022 Leonhard Kocher (ÖVP)[15]

### Wappen
Heraldische Beschreibung des Wappens der Gemeinde: „Es zeigt im weiß-rot geteilten Schild einen auf weißem Fels stehenden Raben. Der dargestellte weiße Stein versinnbildlicht den vorkommenden Marmor, der früher abgebaut wurde.“

## Persönlichkeiten

### Ehrenbürger der Gemeinde
- Richard Maier, Bürgermeister von Ramingstein 1974–1991
- Johann Bogensberger, Bürgermeister von Ramingstein 1991–2004
- 2016: Franz Winkler, Bürgermeister von Ramingstein 2004–2014[16]

### Söhne und Töchter der Gemeinde
- Wolfgang Windbrechtinger (1922–2011), Architekt
- Sepp Holzer (* 1942), Landwirt und Buchautor
- Marcel Krainer (1907–1985), Generalkonsul von Österreich in Tahiti